# 卡济米耶清真寺
卡济米耶清真寺或卡济迈因清真寺，全称为伊玛目穆萨·卡齐姆与穆罕默德·贾瓦德圣陵（‎），位于伊拉克首都巴格达的卡济米耶区，是一座由清真寺和陵墓组成的宏伟建筑群。伊斯兰教什叶派主流派别十二伊玛目派尊奉的第七位伊玛目穆萨·卡齐姆和第九位伊玛目穆罕默德·塔基·贾瓦德即安葬于此，从而使该寺成为什叶派圣寺。一些著名的历史学家如谢赫穆菲德和纳西尔丁·图西也安葬于此。紧邻该寺的还有两座较小的陵墓，分别安葬着编译《辞章之道》的两兄弟谢赫拉迪和谢赫穆尔塔达。

## 大事记
- 2004年3月2日：集会纪念阿舒拉节的人中至少有75人因爆炸葬生，上百人受伤。[1]同时在卡尔巴拉的伊玛目侯赛因圣陵也发生了爆炸。
- 2005年8月31日：该寺是伊玛目大桥踩踏事件中人群的目的地。
- 2007年6月6日：至少7人在该寺附近发生的两起汽车炸弹爆炸事件中丧生。[2]
- 2007年6月27日：该寺附近发生的一起汽车炸弹爆炸事件造成至少14人丧生、22人受伤。[3]

## 图集

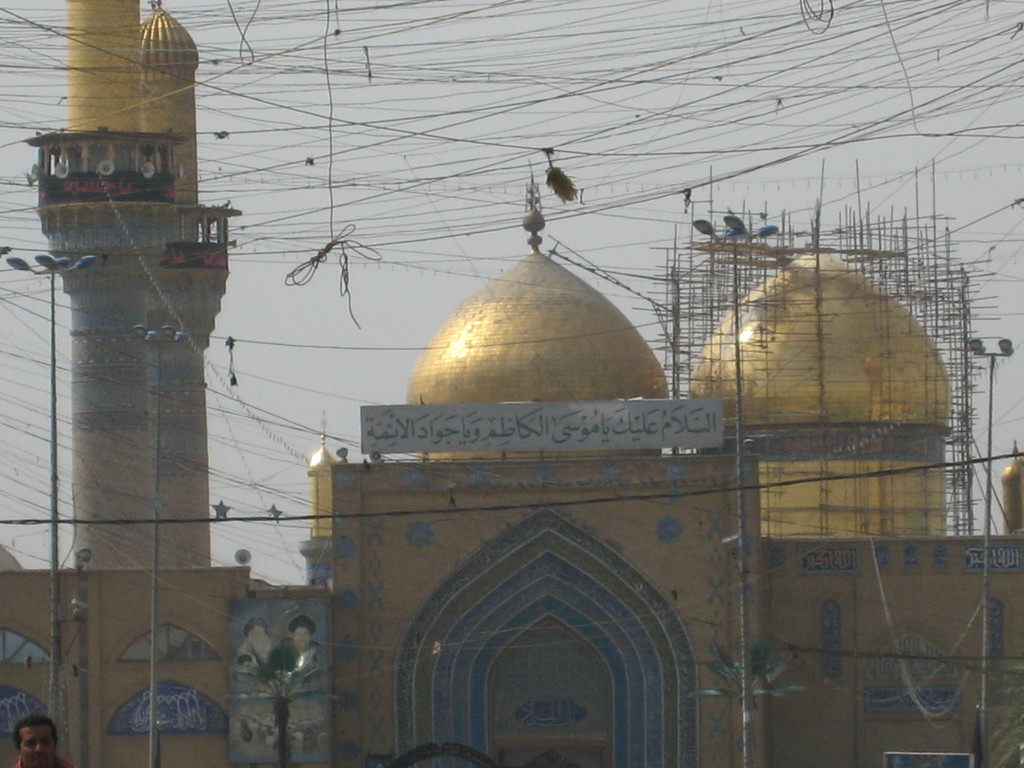
2008年修复卡济米耶清真寺金顶
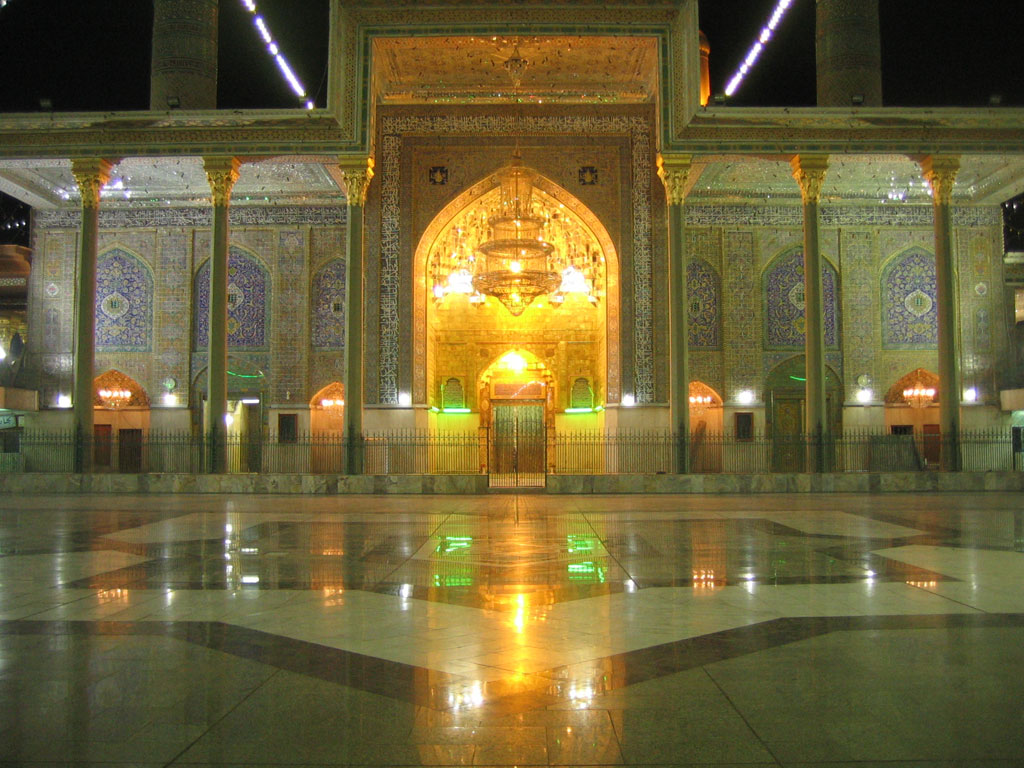
卡济米耶清真寺主庭院